# Cilly Schäfer

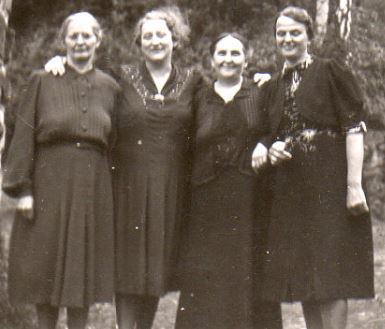
Cilly Schäfer (2. von links) mit Katharina Roth (2. von rechts)

Cäcilie „Cilly“ Barbara Schäfer, geborene Tannenberg (* 25. Januar 1898 in Friedberg; † 18. Januar 1981 in Marburg) war eine deutsche Politikerin (KPD).

## Leben
Cilly Schäfer war die Tochter des Schuhmachers Friedrich August Gustav Tannenberg und dessen Frau Elisa geborene Klein. Sie hatte vier Geschwister. Nach dem Ende ihrer Schulzeit absolvierte sie eine Lehre als Schneiderin. Sie engagierte sich nach dem Ende des Ersten Weltkriegs in der Freien sozialistischen Jugend und bei den Naturfreunden. Im Jahr 1920 wurde sie außerdem Mitglied der USPD bzw. nach der Vereinigung der KPD. Am 25. Juni 1921 heiratete sie in Friedberg Jakob Schaefer, den sie bei den Naturfreunden kennengelernt hatte und der ab 1926 für die KPD Mitglied des Hessischen Landtages war. Sie selbst wurde im Jahr 1931 als KPD-Abgeordnete in den Hessischen Landtag gewählt.
Nach der Machtübernahme durch die Nationalsozialisten wurde sie für 13 Monate in Haft genommen. Nach ihrer Entlassung zog sie mit ihrem Mann, der zwischenzeitlich ebenfalls inhaftiert war, nach Marburg. Dort versuchte sie, die illegale Arbeit der verbotenen KPD zu organisieren. Noch im Jahr 1940 fand im Haus der Schäfers in Marburg eine als Geburtstagsfeier getarnte kommunistische Funktionärsversammlung statt. 1944 wurde sie erneut verhaftet und zunächst in das KZ Ravensbrück und von dort weiter in das KZ Oranienburg deportiert, wo sie zur Zwangsarbeit in einer Rüstungsfabrik verpflichtet wurde. Sie überlebte die Todesmärsche der letzten Kriegstage und kehrte nach der Befreiung vom Nationalsozialismus nach Marburg zurück. Dort arbeitete sie in der Vereinigung der Verfolgten des Naziregimes, im Überparteilichen Frauenausschuss und in der KPD mit, für die sie 1951 in den Marburger Stadtrat einzog. Nach der Neukonstituierung der DKP im Jahr 1968 wurde sie Mitglied dieser Partei.
Nach Cilly Schäfer ist eine Straße im Marburger Stadtteil Stadtwald benannt.